# بوتيرا
بُتيرة أو بُثَيرة أو (نقحرة: بوتيرا) (بالإيطالية: Butera)‏ هي بلدية في مقاطعة قلعة النساء في صقلية الإيطالية.

## السكان
في سنة 1861 بلغ عدد السكان 5٬157 نسمة، وتطور العدد ليصل في سنة 2017 لـ 4٬653 نسمة.
يظهر هذا المخطط البياني تطور النمو السكاني لـ بوتيرا

## توأمة
لبُتيرة اتفاقيات توأمة مع:
- غيفلسبرغ